# Тарік Абдул-Вахад
Тарік Абдул-Вахад (фр. Tariq Abdul-Wahad, нар. як Олів'є Майкл Сан-Жан (фр. Olivier Michael Saint-Jean) 3 листопада 1974, Мезон-Альфор, Франція) — французький професійний баскетболіст, що грав на позиціях атакувального захисника і легкого форварда за декілька команд НБА.

## Ігрова кар'єра
На університетському рівні грав за команду Мічиган (1993–1994) та Сан-Хосе Стейт (1995–1997). 
1997 року був обраний у першому раунді драфту НБА під загальним 11-м номером командою «Сакраменто Кінґс». Професійну кар'єру розпочав 1997 року виступами за тих же «Сакраменто Кінґс», захищав кольори команди із Сакраменто протягом наступних 2 сезонів.
З 1999 по 2000 рік грав у складі «Орландо Меджик».
2000 року перейшов до «Денвер Наггетс», у складі якої провів наступні 2 сезони своєї кар'єри.
Останньою ж командою в кар'єрі гравця стала «Даллас Маверікс», до складу якої він приєднався 2002 року і за яку відіграв 3 сезони.

## Особисте життя
Народився як Олів'є Майкл Сан-Жан. 1997 року прийняв іслам та змінив своє ім'я на Тарік Абдул-Вахад.

## Статистика виступів в НБА

### Регулярний сезон
| Сезон             | Команда            | GP  | GS  | MPG  | FG%  | 3P%  | FT%  | RPG | APG | SPG | BPG | PPG  |
| ----------------- | ------------------ | --- | --- | ---- | ---- | ---- | ---- | --- | --- | --- | --- | ---- |
| 1997–1998         | «Сакраменто Кінґс» | 59  | 16  | 16.3 | .403 | .211 | .672 | 2.0 | .9  | .6  | .2  | 6.4  |
| 1998–1999         | «Сакраменто Кінґс» | 49  | 49  | 24.6 | .435 | .286 | .691 | 3.8 | 1.0 | 1.0 | .3  | 9.3  |
| 1999–2000         | «Орландо Меджик»   | 46  | 46  | 26.2 | .433 | .095 | .762 | 5.2 | 1.6 | 1.2 | .3  | 12.2 |
| 1999–2000         | «Денвер Наггетс»   | 15  | 10  | 24.9 | .389 | .500 | .738 | 3.5 | 1.7 | .4  | .8  | 8.9  |
| 2000–2001         | «Денвер Наггетс»   | 29  | 12  | 14.5 | .387 | .400 | .583 | 2.0 | .8  | .5  | .4  | 3.8  |
| 2001–2002         | «Денвер Наггетс»   | 20  | 12  | 20.9 | .379 | .500 | .750 | 3.9 | 1.1 | .9  | .5  | 6.8  |
| 2001–2002         | «Даллас Маверікс»  | 4   | 0   | 6.0  | .000 | –    | .000 | 1.5 | .5  | .5  | .3  | .0   |
| 2002–2003         | «Даллас Маверікс»  | 14  | 0   | 14.6 | .466 | .000 | .500 | 2.9 | 1.5 | .4  | .2  | 4.1  |
| Усього за кар'єру | Усього за кар'єру  | 236 | 145 | 20.4 | .417 | .237 | .703 | 3.3 | 1.1 | .8  | .4  | 7.8  |

### Плей-оф
| Сезон             | Команда            | GP | GS | MPG  | FG%  | 3P%  | FT%  | RPG | APG | SPG | BPG | PPG |
| ----------------- | ------------------ | -- | -- | ---- | ---- | ---- | ---- | --- | --- | --- | --- | --- |
| 1999              | «Сакраменто Кінґс» | 5  | 5  | 19.8 | .455 | .000 | .813 | 3.8 | .8  | .8  | .8  | 8.6 |
| 2003              | «Даллас Маверікс»  | 8  | 0  | 9.9  | .300 | .000 | .875 | 2.8 | .9  | .0  | .0  | 3.1 |
| Усього за кар'єру | Усього за кар'єру  | 13 | 5  | 13.7 | .381 | .000 | .833 | 3.2 | .8  | .3  | .3  | 5.2 |